# Ole Selnæs
Ole Kristian Selnæs (* 7. Juli 1994 in Trondheim) ist ein norwegischer Fußballspieler. Der Mittelfeldspieler lief zeitweise in der norwegischen Nationalmannschaft auf.

## Sportlicher Werdegang
Selnæs begann mit dem Vereinsfußball beim Lillestrømer Amateurklub Skjetten SK, wo sein Vater Ivar Selnæs nach dem Ende seiner Profikarriere zeitweise als Trainer arbeitete. Später spielte er bei Sverresborg IF, ehe er sich 2009 der Jugendabteilung von Rosenborg Trondheim anschloss. Dort rückte er in den Fokus des Norges Fotballforbund, für dessen Nachwuchsnationalmannschaften er in der Folge auflief, und spielte auf Vereinsebene im Rahmen der NextGen Series ebenfalls auf internationaler Ebene.
Unter Trainer Jan Jönsson debütierte Selnæs 2012 im Erwachsenenbereich. Zunächst war er Ergänzungsspieler hinter Mohammed-Awal Issah und Markus Henriksen im defensiven Mittelfeld, rückte aber im Verlauf der Spielzeit 2012 zunehmend in die Startelf. Nach einer Verletzung im weiteren Saisonverlauf war er in der Tippeligaen wieder vornehmlich Ersatzspieler. 2015 gelang ihm der endgültige Durchbruch. Als Stammspieler gewann er mit dem Klub das Double aus Meisterschaft in der Spielzeit 2015 sowie dem Sieg im Landespokal 2015. Dabei stand er beim 2:0-Endspielerfolg über Sarpsborg 08 FF unter Trainer Kåre Ingebrigtsen an der Seite von Mike Jensen, Fredrik Midtsjø, Mikael Dorsin und Alexander Søderlund im Mittelfeld auf dem Platz. Zudem erreichte er mit der Mannschaft in der UEFA Europa League 2015/16 die Gruppenphase, in der sie jedoch sieglos aus dem Wettbewerb ausschied. Dies honorierte auch Nationaltrainer Per-Mathias Høgmo, der ihn im Jahresverlauf zum Debüt in der A-Nationalmannschaft verhalf.
Im Januar 2016 wechselte Selnæs nach Frankreich, wo er bei der AS St. Etienne einen Vertrag mit viereinhalb Jahren Laufzeit unterzeichnete. Unter Christophe Galtier dauerte es bis zum Sommer, dass er sich bei „Les Verts“ zeitweise in der Startformation durchsetzte. Aber erst mit der Ankunft von Yann M’Vila Anfang 2018 etablierte er sich endgültig als Stammspieler, die beiden bildeten ein oftmals spielentscheidendes Duo im Mittelfeld des mehrfachen Meisters.
Ende 2018 überwarf sich Selnæs mit dem Management von AS St. Etienne, da er ein lukratives Angebot aus China erhalten hatte. Mit Unterstützung des neuen Besitzers, der Immobilienfirma Kaisa Group, hatte der FC Shenzhen die Rückkehr in die Chinese Super League geschafft. Der Klub belegte den vorletzten Tabellenplatz, aufgrund des Rückzugs von Tianjin Tianhai nach Saisonende bedeutete dies den Klassenerhalt. Unter Trainer Roberto Donadoni und dessen Nachfolger Jordi Cruyff rückte er zunehmend ins zweite Glied, so dass er 2021 an den Ligakonkurrenten Hebei FC verliehen wurde.
Im Sommer 2022 kehrte Selnæs nach Europa zurück und unterzeichnete beim Schweizer Meister FC Zürich einen Ein-Jahres-Kontrakt.
Nach einem Jahr in Zürich kehrte er Anfang September 2023 zu Rosenborg Trondheim zurück.